# Dư Giang
Dư Giang (tiếng Trung: 余江区; bính âm: Yújiāng Qū) là một quận thuộc địa cấp thị Ưng Đàm, tỉnh Giang Tây, Trung Quốc.

## Hành chính
Dư Giang được chia ra làm 12 đơn vị hành chính cấp hương, bao gồm 7 trấn và 5 hương. Ngoài ra quận này còn quản lí 9 đơn vị ngang cấp hương khác.
- Trấn: Đặng Phụ (邓埠镇), Cẩm Giang (锦江镇), Hoàng Khê (潢溪镇), Trung Đồng (中童镇), Mã Thuyên (马荃镇), Họa Kiều (画桥镇), Xuân Đào (春涛镇)
- Hương: Bình Định (平定乡), Dương Khê (杨溪乡), Hồng Hồ (洪湖乡), Hoàng Trang (黄庄乡), Lưu Gia Trạm (刘家站乡)

Đơn vị ngang cấp hương khác
- Khu công nghiệp Dư Giang (余江区工业园区)
- Tân khu Long Cương (鹰潭市龙岗新区)
- Lâm trường: Doanh trại Cao Công (高公寨营林场), Đường Triều Nguyên (塘潮源林场)
- Trang trại hạt giống gốc Đặng Gia Phụ (邓家埠水稻原种场)
- Trang trại thủy sản Dư Giang (余江区水产场)
- Nông trường: Trương Công Kiều (张公桥农场), Đại Kiều (大桥农场)
- Khu khai khẩn tổng hợp dành cho thanh niên (青年综合垦殖场)